# 나르치스와 골드문트

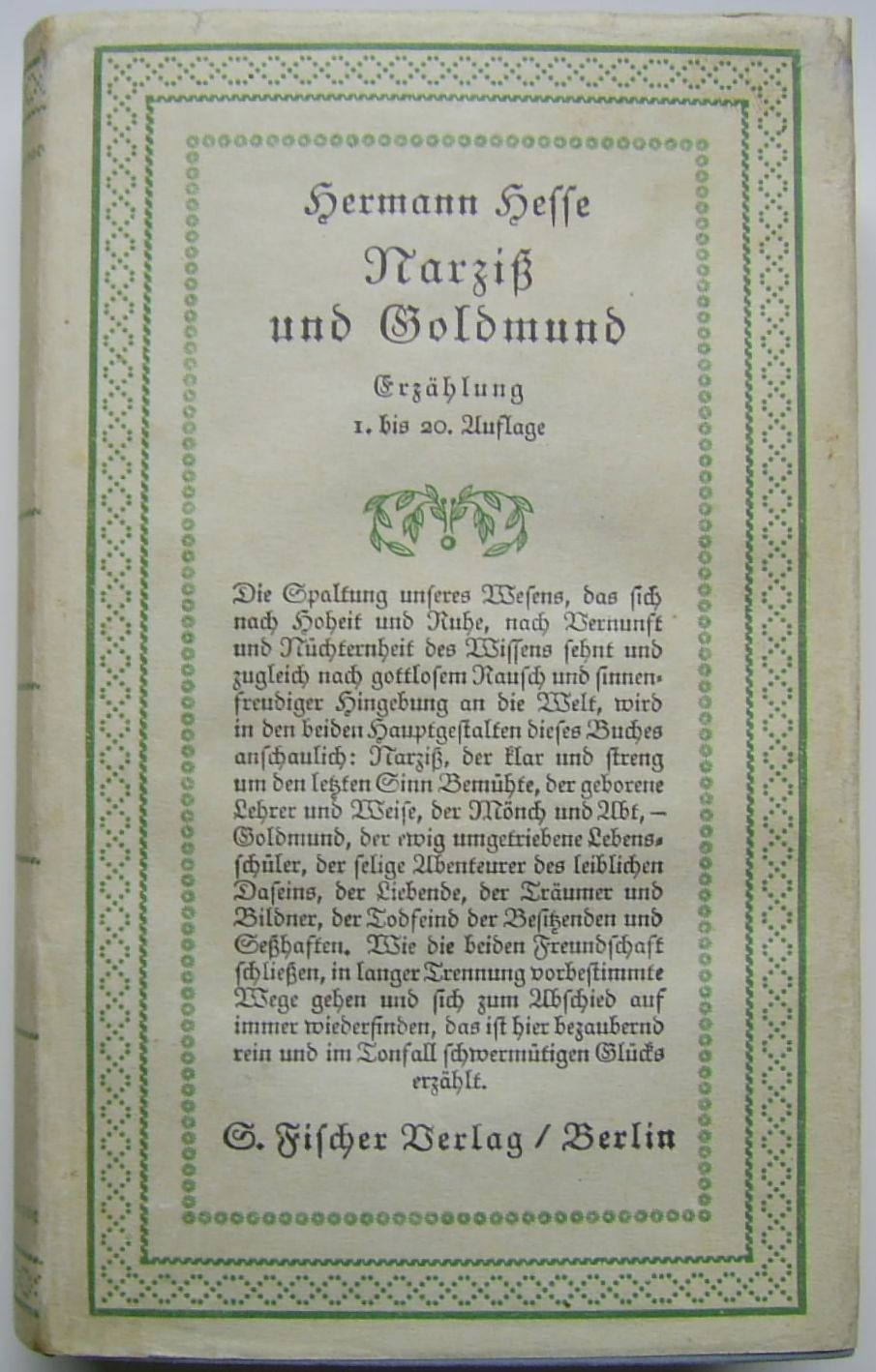
나르치스와 골드문트

《나르치스와 골드문트》(Narcissus and Goldmund, 독일어: Narziß und Goldmund, Death and the Lover)는 1930년에 처음 출판된, 독일-스위스계 저자 헤르만 헤세가 지은 소설이다. 출판 당시 《나르치스와 골드문트》는 헤세의 문학적인 큰 업적으로 간주되었으며, 시간 순으로 그 뒤를 황야의 이리가 잇는다.

## 시놉시스
《나르치스와 골드문트》는 삶의 의미가 무엇인지 찾고자 가톨릭 수도 학교를 떠난 이후 중세 시대에 목적 없이 서성이는 골드문트(발음 [ˈɡɔlt.mʊnt])라는 젊은이의 이야기이다.
나르치스는 회랑 학교의 재능 있는 젊은 교사로, 골드문트와 불과 몇 살 차이밖에 나지 않기 때문에 빠르게 친구가 된다. 골드문트는 나르치스를 우러러보고, 나르치스는 그에 대한 보답으로 그를 무척 좋아한다. 어느 날 약초를 캐러 심부름을 하러 들판을 너무 멀리 헤매던 골드문트는 아름다운 집시 여인을 우연히 만나게 되고, 집시는 골드문트에게 키스하고 사랑을 나누자고 초대한다. 이 만남은 그의 깨달음이 되었다. 그는 이제 자신이 수도사가 될 운명이 아니었다는 것을 알게 되었다. 나르치스의 도움으로 그는 수도원을 떠나 떠돌이 생활을 시작한다.
골드문트는 자신이 여자들에게 매우 매력적이라고 생각하며, 수많은 연애를 하고 있다. 교회에서 특별히 아름답게 조각된 마돈나를 본 후, 그는 자신만의 예술적 재능이 깨어나는 것을 느낀다.  골드문트는 길드 가입 제안을 거절하고 도로의 자유를 선호한다. 흑사병이 그 지역을 황폐화시켰을 때, 골드문트는 가장 추악한 시기에 인간의 존재를 마주치게 된다. 마침내 투옥되어 사형을 앞둔 후, 그는 이제 수도원장이 된 친구 나르치스와 재회하고 구원받으며, 두 사람은 예술가와 사상가의 대조를 이루며 그들의 삶이 걸어온 다른 길을 되돌아본다.
이야기의 연대표와 지리는 다소 모호한데, 이야기가 다소 추상적이고 역사적 정확성에 대한 시도가 거의 없기 때문이다. 예를 들어, 나르치스와 골드문트의 철학과 과학에 대한 논의들 중 일부는 중세 시대에 일어나기에는 너무 현대적으로 들린다.

## 영어 번역
영어로의 첫 번역은 Geoffrey Dunlop에 의해 이루어졌으며 1932년 "Death and the Lover"라는 제목으로 모습을 드러냈다. 펭귄 모던 클래식스는 1971년 이 번역물을 "Narziss and Goldmund"라는 제목으로 출판하였으며, 1971, 1972x2, 1973x2, 1974x2, 1976, 1978년에 재인쇄하였다. 1968년, Ursule Molinaro의 번역은 "Narcissus and Goldmund"라는 제목으로 출판되었다.